# Лосинці (річка)
Лосинці (біл. Ласінцы) — річка в Білорусі, у Дрогичинському районі Берестейської області. Права притока річки Ясельди (басейн Прип'яті).

## Опис
Довжина річки 22 км. Формується безіменними струмками. Річка каналізована.

## Розташування
Бере початок за 1,2 км на південно-східній стороні від села Беленок. Тече переважно на північний схід через село Сімановичі і за 0,5 км на північно-західній околиці села Жабер впадає у річку Ясельду, ліву притоку річки Прип'яті.